# SCGB1A1
SCGB1A1 (англ. Secretoglobin family 1A member 1) (утероглобін, або бластокінін) – білок, який у людей кодується однойменним геном, розташованим на короткому плечі 11-ї хромосоми. Належить до сімейства секретоглобінів, які є маленькими гомодимерами, з'єднаними дисульфідними містками, і присутні тільки у ссавців. Довжина поліпептидного ланцюга білка становить 91 амінокислоту, а молекулярна маса — 9 994.
| 10         |  | 20         |  | 30         |  | 40         |  | 50         |
| ---------- |  | ---------- |  | ---------- |  | ---------- |  | ---------- |
| MKLAVTLTLV |  | TLALCCSSAS |  | AEICPSFQRV |  | IETLLMDTPS |  | SYEAAMELFS |
| PDQDMREAGA |  | QLKKLVDTLP |  | QKPRESIIKL |  | MEKIAQSSLC |  | N          |

A: Аланін

C: Цистеїн

D: Аспарагінова кислота

E: Глутамінова кислота

F: Фенілаланін

G: Гліцин

I: Ізолейцин

K: Лізин

L: Лейцин

M: Метіонін

N: Аспарагін

P: Пролін

Q: Глутамін

R: Аргінін

S: Серин

T: Треонін

V: Валін

Утероглобін специфічно синтезується в клітинах Клара в легенях, за функцією належить до інгібіторів фосфоліпази a2. 
Секретований назовні.